# Kelly Blatz
Kelly Steven Blatz (Burbank, 16 giugno 1987) è un attore e cantante statunitense.

## Carriera
Blatz debutta come attore nel 2006 nel film Simon Says - Gioca o muori!, diretto da William Dear. Nel 2008 ottiene una piccola parte in Che la fine abbia inizio, remake del film del 1980 Non entrate in quella casa. Nel 2009 diventa il protagonista della serie Disney Aaron Stone, fino al 2010.

## Filmografia

### Cinema
- Simon Says - Gioca o muori! (Simon Says), regia di William Dear (2006)
- The Oakley Seven, regia di Adam Schlachter (2006)
- From Within, regia di Phedon Papamichael (2008)
- Che la fine abbia inizio (Prom Night), regia di Nelson McCormick (2008)
- Whore, regia di Thomas Dekker (2008)
- April Showers, regia di Andrew Robinson (2009)
- Lost Angeles, regia di Phedon Papamichael (2012)
- In corsa per la vita (4 Minute Mile), regia di Charles-Olivier Michaud (2014)
- Exeter, regia di Marcus Nispel (2015)
- Il buon samaritano (Sinister Stalker), regia di Michael Feifer - film TV (2020)

### Televisione
- Zoey 101 – serie TV, episodio 3x21 (2007)
- Aaron Stone – serie TV, 35 episodi (2009-2010)
- 90210 – serie TV, episodio 1x17 (2009)
- Sonny tra le stelle (Sonny with a Chance) – serie TV, episodio 1x09 (2009)
- Skyrunners, regia di Ralph Hemecker – film TV (2009)
- Glory Daze – serie TV, 10 episodi (2010-2011)
- Chicago Fire – serie TV, episodio 1x23 (2013)
- NCIS - Unità anticrimine (NCIS) – serie TV, episodio 13x09 (2015)
- Lucifer – serie TV, episodio 1x04 (2016)
- Fear the Walking Dead – serie TV, 4 episodi (2016)
- Timeless – serie TV, episodio 1x02 (2016)
- The Good Doctor – serie TV, episodio 1x15 (2018)

## Doppiatori italiani
Nelle versioni in italiano dei suoi film, Kelly Blatz è stato doppiato da:
- Paolo Vivio in Sonny tra le stelle, Skyrunners
- Nanni Baldini in Che la fine abbia inizio
- Davide Perino in Aaron Stone
- Alessio De Filippis ne In corsa per la vita
- Mirko Cannella in Lucifer
- Andrea Oldani in Fear the Walking Dead
- Luca Sandri in Il buon samaritano